# Carlos Canário
Carlos Canário, de son nom complet Carlos Augusto Ribeiro Canário, est un footballeur portugais né le 10 février 1918 à Portalegre et mort le 7 septembre 1990. Il évoluait au poste de milieu.

## Biographie
Grand joueur du Sporting Portugal des années 1940, il joue dans l'équipe des « cinq violons ».
International, il reçoit 10 sélections en équipe du Portugal entre 1948 et 1951.

## Carrière
- 1936-1938 :  Estrela Portalegre
- 1938-1952 :  Sporting Portugal

## Palmarès

### En club
Avec le Sporting Portugal :
- Champion du Portugal en 1944, 1947, 1948, 1949 et 1951
- Vainqueur de la Coupe du Portugal en 1941, 1945 et 1948
- Finaliste de la Coupe Latine en 1949